# Kubitzkia mezii
Kubitzkia mezii är en lagerväxtart som först beskrevs av Kostermans, och fick sitt nu gällande namn av H. van der Werff. Kubitzkia mezii ingår i släktet Kubitzkia och familjen lagerväxter. Inga underarter finns listade i Catalogue of Life.